# Heròdot de Quios
Heròdot de Quios (en llatí Herodotus, en grec antic  Ἡρόδοτος), fill de Basílides, fou un ambaixador grec de Quios, que després de la batalla de Salamina va anar a Egina per fer una crida als grecs per alliberar Jònia. Els ambaixadors eren uns quants però el gran historiador Heròdot només menciona a Heròdot de Quios, potser perquè era de l'únic del que recordava el nom.